# Maquis (Star Trek)
En la ficción del universo de Star Trek los Maquis o Maquís (pronounciado  /mɑːˈkiː/) es un movimiento rebelde paramilitar del universo ficticio de la serie de televisión de Star Trek. Aparecen por primera vez en el episodio doble "Maquis" de la segunda temporada la serie de televisión Star Trek: Espacio profundo 9. Luego aparecen también en Star Trek: la nueva generación y Star Trek: Voyager. 
En el siglo XXIV, al finalizar las hostilidades entre la Federación Unida de Planetas y la Unión Cardasiana se firma un tratado en el año 2370. Por este tratado se crea una zona desmilitarizada y se ceden planetas a Cardasia. Algunos habitantes de estos planetas se resisten a entregar sus hogares y colonias a los cardasianos y forman un grupo de resistencia. Así se crean los Maquis. Este grupo (que está compuesto por humanos, humanoides bajoranos y otras razas extraterrestres) se convierte en adversario recurrente de la Federación aunque su principal enemigo es Cardasia. También son parte de este grupo otros que se les unieron como muestra de simpatía por su causa, incluyendo oficiales de la Flota Estelar, que renunciaron a sus puestos para unirse a la causa maquís.
Los Maquís se ven a ellos mismos como un movimiento de resistencia, pero son vistos por la Federación y los cardasianos como terroristas, que han cometido numerosos crímenes contra los cardasianos y la Flota Estelar, tales como robo, sabotaje y ataque a sus naves.
La rebelión Maquis fue perseguida y exterminada en poco tiempo, los integrantes que no fueron muertos en combate fueron encarcelados, exceptuando a los maquis que se integraron a la nave Star Trek: Voyager que gozaron de amnistía.
Los autores han usado el nombre Maquís haciendo una referencia histórica a los movimientos Maquis que participaron en la resistencia francesa contra los nazis y la guerrilla española antifranquista.